# Prionostemma circulatum
Prionostemma circulatum is een hooiwagen uit de familie Sclerosomatidae.